# Infecção emergente
Infecção emergente são infecções causadas por microrganismos anteriormente desconhecidos ou microrganismos conhecidos, mas que agora apresentam novas manifestações clínicas ou comportamento biológico, por exemplo, reações diferentes a antibióticos, geralmente maior resistência, ou mutações.